# Yūsuke Tomoi
Yūsuke Makiyama (牧山 雄亮 Makiyama Yūsuke?), conocido profesionalmente como Yūsuke Tomoi (友井 雄亮 Tomoi Yūsuke?) es un ex actor japonés, conocido por su papel de Ryou Asihara / Kamen Rider Gills en Kamen Rider Agito. 

## Vida personal
El 6 de junio de 2006, se casó con Mika Katsumura. En agosto de ese mismo año, Katsumura dio a luz a una niña. La pareja se separó en junio de 2008 y anunció su divorcio en agosto de 2008. Katsumura obtuvo la custodia de su hija. Yusuke se retiró de la actuación el 11 de enero de 2019 después de admitir acusaciones de violencia doméstica, adulterio y robo.

## Filmografía

### Series de televisión
- Kamen Rider Agito como Ryou Asihara / Kamen Rider Gills
- Kamen Rider Agito: Aratanaru Henshin como Ryou Asihara / Kamen Rider Gills (2001)
- Kamen Rider Agito: Project G4 como Ryou Asihara / Kamen Rider Gills (2001)
- Kamen Rider Ryuki: Episodio Final (2002)

### Películas
- Godzilla x Mechagodzilla como teniente Susumu Hayama (2002)
- Godzilla x Mothra x Mechagodzilla: Tokyo S.O.S. como Teniente Susumu Hayama (2003)